# 老挝副后棱蛇
老挝副后棱蛇（学名：Paratapinophis praemaxillaris）为水游蛇科副后棱蛇属的爬行动物。分布于老挝、泰国以及中国大陆的云南等地，主要生活于山沟边草地、稻田等潮湿多水处。其生存的海拔范围为1400至1400米。该物种的模式产地在老挝。